# Antonio Alberti (malíř)
Antonio Alberti (1390/1400, Ferrara, Itálie – 1442/1449, Urbino, Itálie) byl italský renesanční malíř aktivní během 15. století. Pracoval především ve svém rodném městě Ferraře ale i v Bologni a Urbinu.

## Životopis
O mládí Antonia Alberti se nedochovalo mnoho informací. Pravděpodobně se narodil ve Ferraře mezi lety 1390 a 1400. Malovat se učil v Marche a Umbrii. První dochované informace říkají, že roku 1420 působil v Montone, kde spolupracoval s umělci s Perugie.
Historici umění předpokládají, že Alberti pobýval v regionu Emilia-Romagna, kde se seznámil s pozdně gotickými umělci, jako byl Giovanni da Modena, kteří ovlivnili jeho práce z posledních let, charakterizované drsnějšími, konkrétnějšími a silnějšími expresionistickými prvky. Jeho přísný, majestátní, morálně povznesený styl byl inspirací pro mladého Piera della Francescu. Zprávy o jeho pobytu v provincii Emilia-Romagna se zdají být potvrzeny zdroji, které Albertimu připisují fresky v Palazzo del Paradiso ve Ferraře.
V roce 1423 se přestěhoval do Perugie, kde si od u něho objednal práci bohatý šlechtic Andrea Fortebraccio, známý jako Braccio da Montone. Následující rok se přestěhoval do Urbina, kde strávil delší čas a kde vytvořil krásné fresky o kterých se zmiňuje i Giorgio Vasari.
Alberti zemřel v Urbinu mezi lety 1442 a 1449.

## Dílo
Alberti maloval portréty a obrazy s náboženskou tematikou. Pro sakristii kostela San Bernardino v Urbinu namaloval v roce 1439 obraz Madona s dítětem na trůně. V Bologni vytvořil fresky v kapli baziliky "San Petronio Basilica" na téma Pašije, Ráj a Peklo. Namaloval fresky Panna a dítě mezi Svatými Benediktem a Svatým Šebestiánem v roce 1433 pro interiér kostela Sant'Antonia Abate ve Ferraře. Měl syna stejného jména, který byl také umělcem a žil v roce 1550. Jeho žáky byli Onofrio Gabrieli a Fra Carnevale. Jeho vnukem byl Timoteo della Vite.

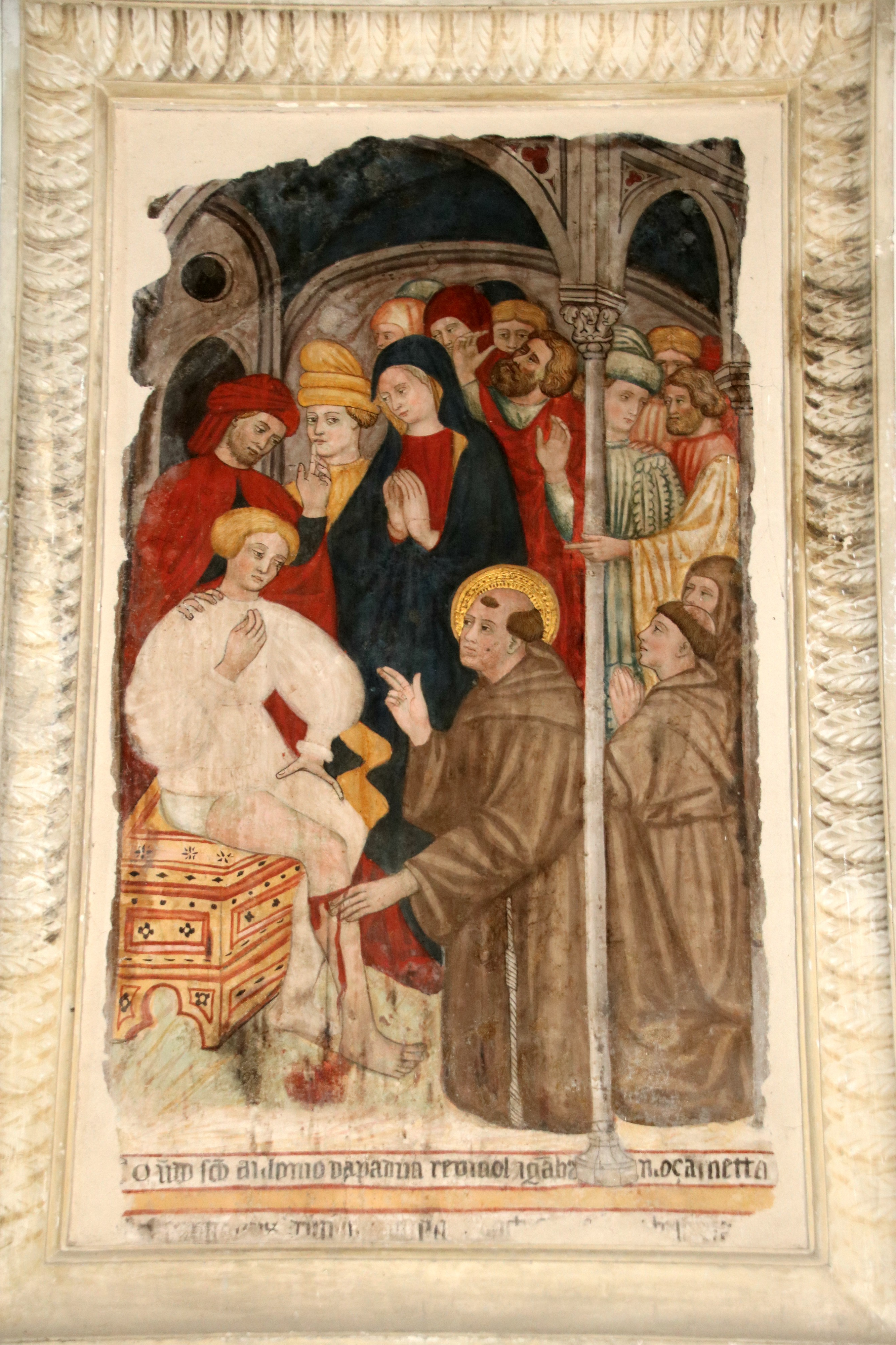
Zázrak Svatého Antonína Paduánského, před rokem 1438
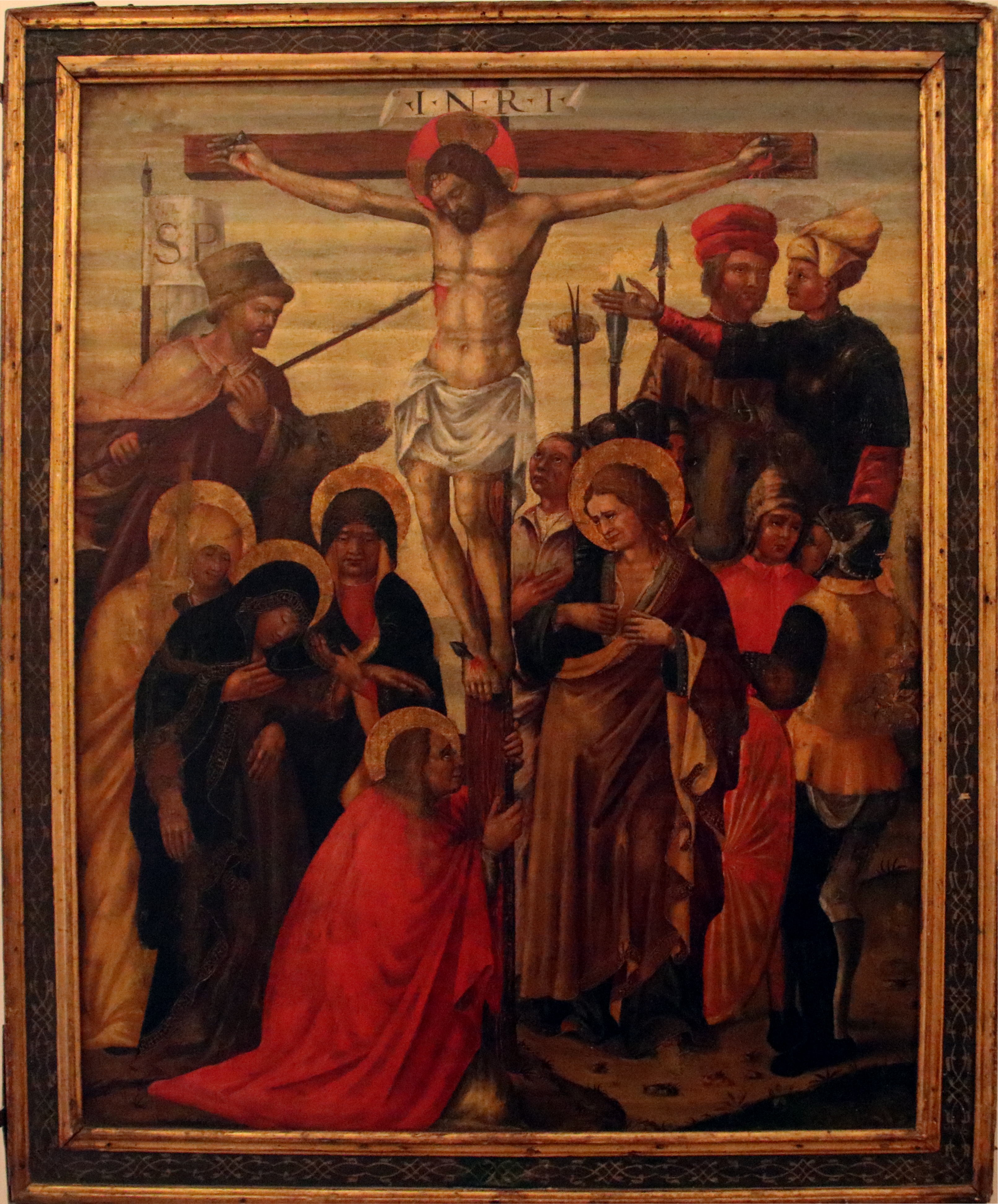
Ukřižování
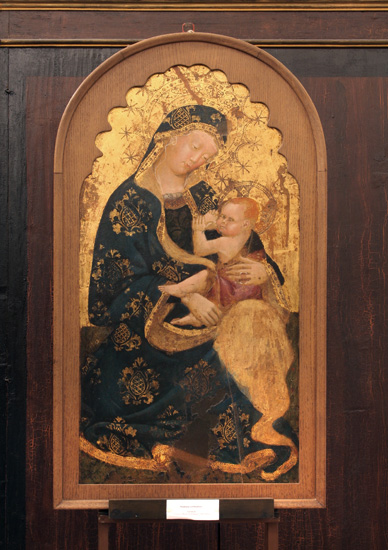
Madonna s dítětem, 1439
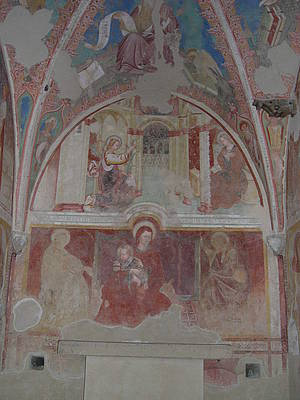
Kaple v kostele v Talamellu, provincie Emilia-Romagna, freska, rok 1437
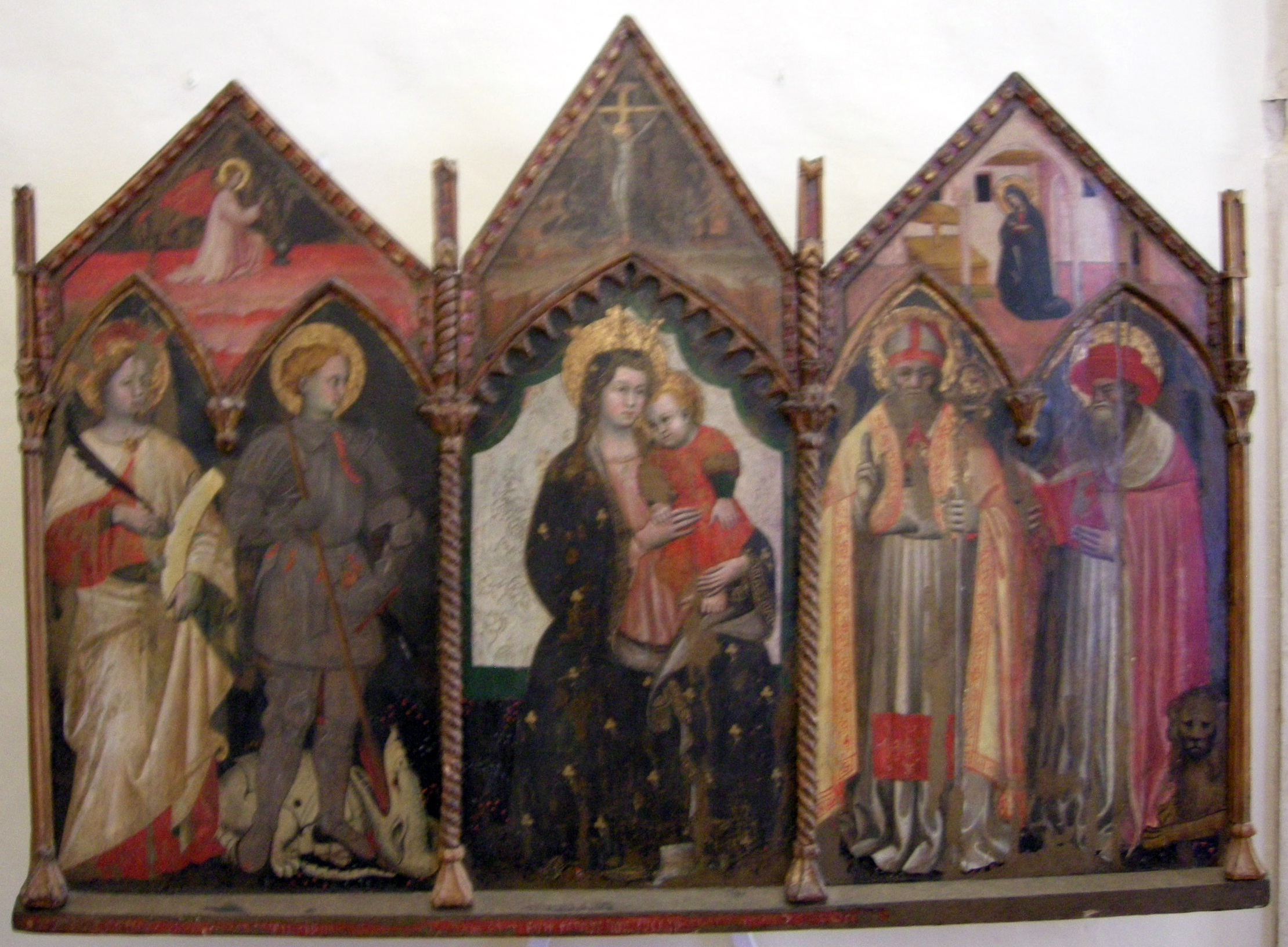
Triptych Madona s dítětem a svatými